# Myosotis alpestris
Espèce
Classification phylogénétique
Le Myosotis alpestre, Myosotis des Alpes ou Oreille de souris (Myosotis alpestris) est une espèce de plante herbacée de la famille des Boraginaceae et du genre Myosotis.

## Description

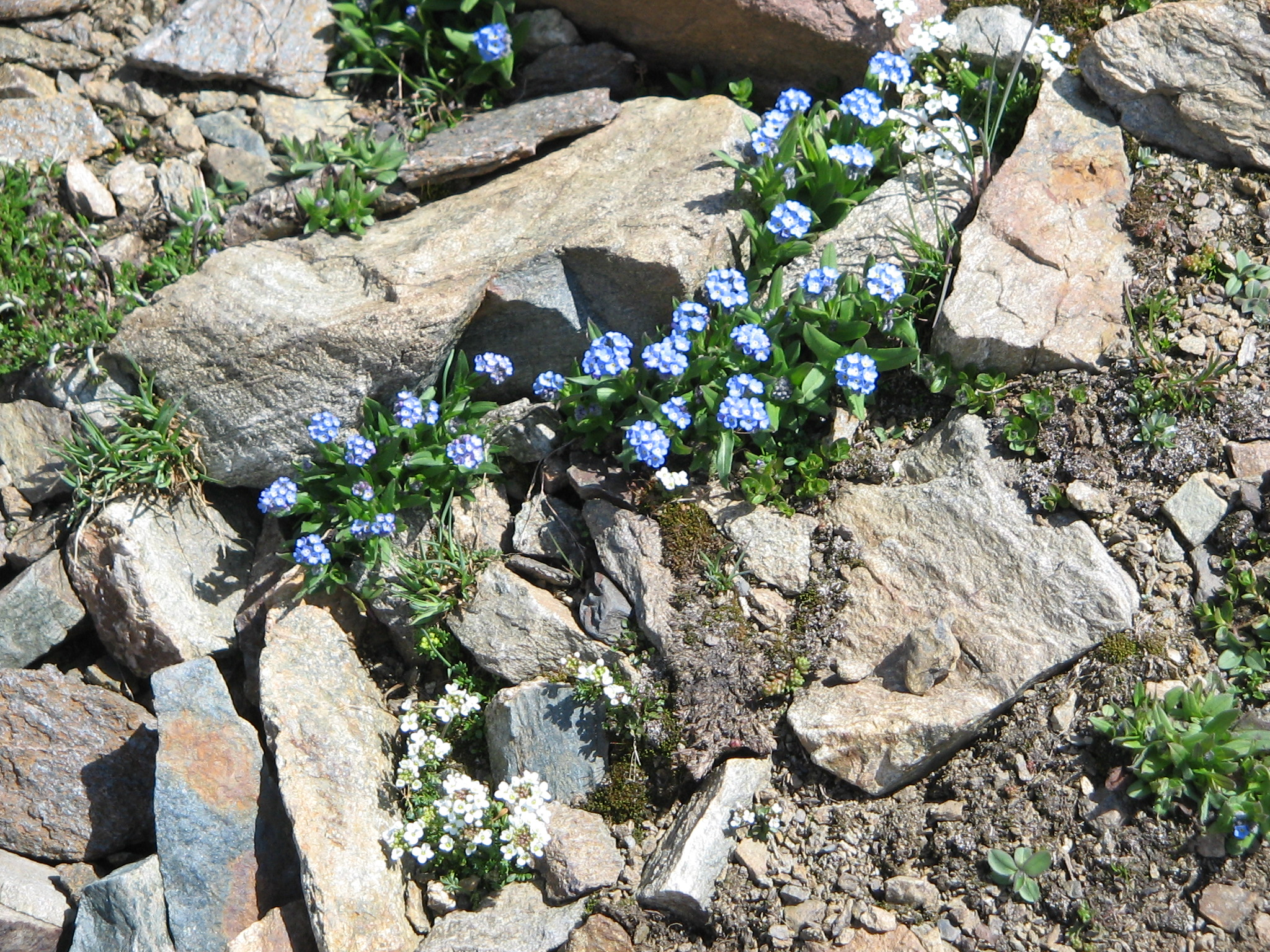
Myosotis des Alpes est un synonyme de Myosotis alpestre.

Le Myosotis alpestre mesure 5 à 30 cm de haut. Il a des feuilles elliptiques à oblongues-lancéolées, les radicales se rétrécissant progressivement en pétiole.
Les méricarpes de 2 à 2,5 mm de long sont plus larges dans le milieu. Cette plante à fleurs bleues fleurit de juin à août.

## Habitats
Fréquent dans les sous-bois de hêtraies et de sapinières, pelouses maigres, éboulis stabilisés, pâturages maigres des Alpes, du Sud du Jura et des Pyrénées. Altitudes : 1 400 à 3 100 mètres, dans les montagnes Sud-européennes.
Cette plante rustique a besoin d'un apport d'eau non-négligeable qui provient de la fonte des neiges et elle tolère des températures hautement négatives jusqu'à −25 °C.

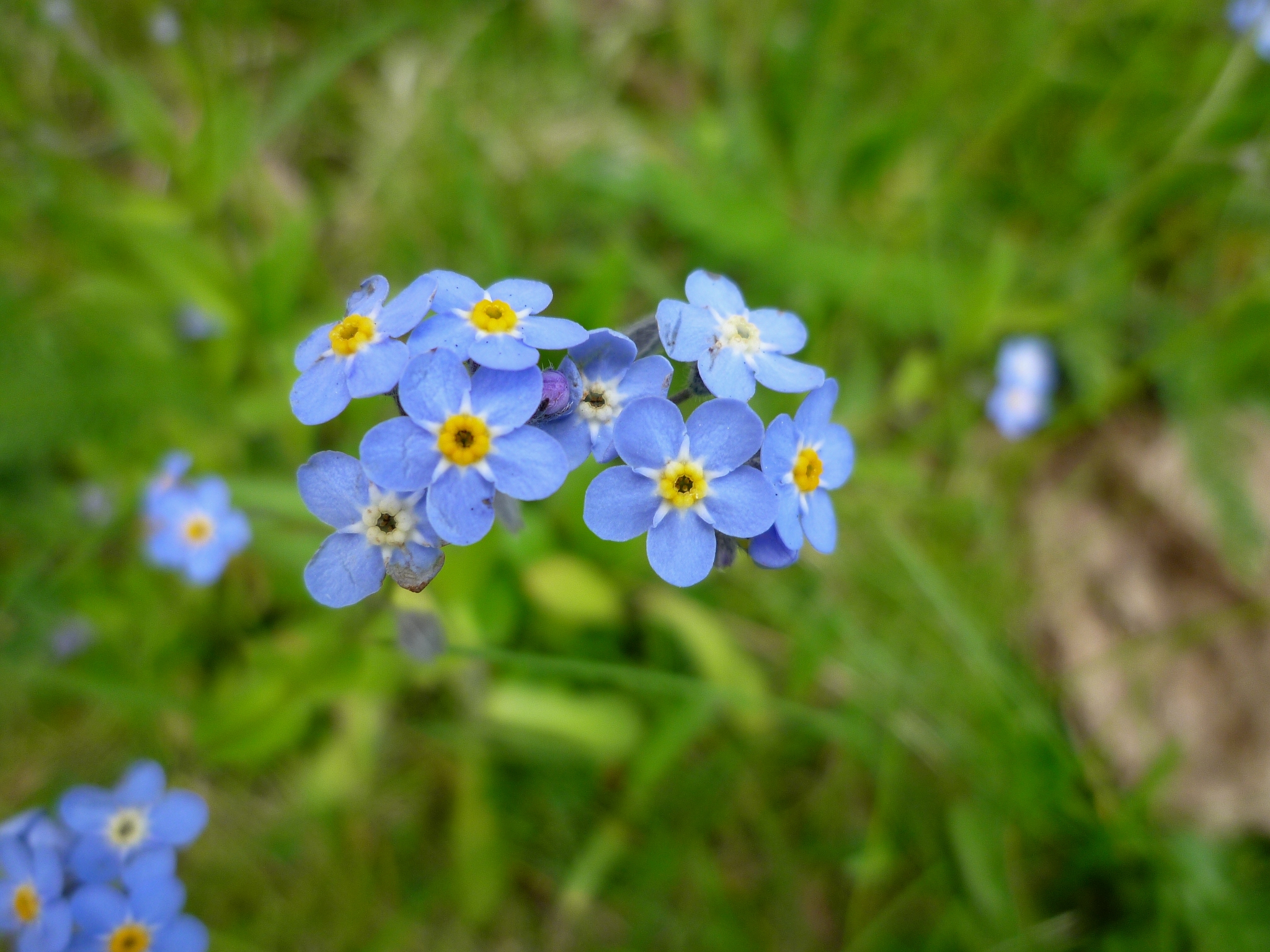
Haut d'une inflorescence de Myosotis alpestre.

## Confusions
Le Myosotis alpestre peut facilement se confondre avec :
- le Myosotis des bois: Myosotis sylvatica ;
- Myosotis alpestris auct. non F.W.Schmidt, synonyme: Myosotis asiatica.

## Histoire et symboles
Le Myosotis alpestre tient son nom du Grec « myos » (souris) et « otis » (oreille), ce qui lui vaut son surnom d'oreille de souris. C'est sous l'effet de la forme de ses feuilles qu'il porte ce nom.
Le nom « Ne-m'oubliez-pas » que l'on donne particulièrement au Myosotis alpestre remonte au moins au XVIe siècle. Le poète sud-tyrolien Hans Vintler (en), mort en 1419, mentionne le « Ne-m'oubliez-pas » à plusieurs reprises dans ses poèmes.